# Música tropical
Música tropical é uma categoria usada na indústria da música para denotar a música latina do Caribe. Ele engloba a música das ilhas de língua espanhola e costas do Caribe, bem como gêneros enraizados nessa região, como a salsa.
Nas décadas de 1940 e 1950, o termo música tropical foi criado para cobrir todas as músicas do Caribe hispanofal, exceto a música cubana, que tinha sua própria categoria e nicho dentro do mercado musical americano (e, em menor escala, europeu). No entanto, mais tarde, no século XX, após a Revolução Cubana, a música tropical ganhou um significado mais amplo e começou a ser usada para distinguir os gêneros caribenhos, como a cúmbia e o son cubano, dos gêneros do interior, como o tejano e o norteño.

## Características
Devido às suas raízes geográficas, a música tropical geralmente combina elementos das tradições europeias e africanas. Um exemplo disso é o processo de binarização dos ritmos ternários trazidos da África, que ocorreu originalmente em Cuba, mais tarde se espalhando pelo restante do Caribe e da América Latina. A presença de polirritmias sincopadas de origem africana faz com que a maioria das músicas tropicais seja naturalmente orientada para a dança. A instrumentação musical tropical também inclui instrumentos europeus (tres, piano, trompete, timbales) e africanos (congas, bongôs, marimba). Durante o final do século XX, instrumentos contemporâneos como sintetizadores e baterias eletrônicas foram incorporados.

## História
Apesar de ser um conceito criado no século XX dentro da indústria da música, a música tropical engloba gêneros e estilos que podem ser rastreados até o século XVI, quando o Caribe (e, portanto, a América) foi descoberto e invadido pelos europeus. Não foi até o século XIX que a música tropical se tornou um fenômeno global com a popularização da contradança cubana (também conhecida como habanera). Cuba continuaria a encabeçar o desenvolvimento da música tropical com outros estilos de música de salão, assim como o bolero e o son cubano. A República Dominicana contribuiu com o merengue e bachata, dois gêneros de muito sucesso, enquanto a música porto-riquenha é exemplificada por gêneros relativamente menores, como bomba e plena. Os populares cúmbia e vallenato originou-se nas costas da Colômbia.
A música tropical teria um impacto duradouro na música de outras regiões além do Caribe, como os Estados Unidos (onde a rumba e a salsa foram desenvolvidas principalmente), a África (onde o soukous foi desenvolvido) e a América do Sul. Por exemplo, no Chile, os gêneros de música tropical foram progressivamente introduzidos dependendo de sua popularidade no Caribe e na América do Norte. Assim, gêneros como guaracha, mambo, chá-chá-chá e mais tarde o cúmbia entraram nas rádios e salas de concerto do Chile entre as décadas de 1930 e 1960.